# Simone Favaro
Simone Favaro (Treviso, 7 novembre 1988) è un ex rugbista a 15 italiano, in carriera attivo nel ruolo di terza linea ala e 36 volte internazionale per l'Italia, con la quale ha preso parte alla Coppa del Mondo di rugby 2015.

## Biografia
Residente a Zero Branco, iniziò a giocare a rugby all'età di nove anni su consiglio di un amico di famiglia. Crebbe nel Benetton in cui compì tutte le trafile delle giovanili; nel 2005-06 vinse il campionato italiano Under-19, fu selezionato per l'Accademia FIR di Tirrenia e rappresentò l'Italia, già a livello giovanile, nella Nazionale Under-21 e nella Nazionale a 7.
Al Rovigo nel 2008 si impose come titolare fisso, disputando 18 incontri di Super 10; a fine stagione esordì in Nazionale maggiore, a Melbourne contro l'Australia; in precedenza con la nazionale a 7 aveva preso parte alla Coppa del Mondo di categoria a Dubai.
Nella stagione 2009-10 fu al Parma in cui disputò 15 incontri di campionato; per la stagione 2010-11 venne ingaggiato dagli Aironi, franchise italiana in Celtic League.
Dopo due anni passati con gli Aironi, Favaro continuò a giocare in Celtic League, divenuta nel frattempo il nuovo campionato Pro12, indossando la maglia del Benetton Treviso.
Dal 2015 militò nella franchise scozzese dei Glasgow Warriors, campioni uscenti del Pro12 2014-15, con un contratto biennale. Al termine della prima stagione, i tifosi dei Warriors lo scelsero come miglior giocatore dell'annata.
Inizialmente escluso dalla lista dei convocati alla Coppa del Mondo di rugby 2015 per via di problemi a una spalla, fu convocato proprio prima dell'inizio della competizione per far fronte all'assenza di un collega infortunato, ma successivamente si è dichiarato indisponibile per il Sei Nazioni 2016, preferendo dedicarsi all'attività di club. Tuttavia, a novembre fu selezionato per il trittico autunnale di test match, e contro Tonga venne nominato capitano.
Nel marzo del 2017 i Warriors gli comunicarono che non gli sarebbe stato rinnovato il contratto; in seguito Favaro rivelerà che era stato contattato da importanti club internazionali ma che aveva declinato le offerte perché intendeva rimanere con la franchigia di Glasgow, la cui tardiva decisione di non rinnovare il contratto gli impedì di accasarsi ad un club di alto livello. Deluso per la situazione creatasi, in estate accettò la proposta delle Fiamme Oro che gli offrono di partecipare al campionato di Eccellenza e un impiego come poliziotto. Nel periodo successivo non venne più convocato in Nazionale, anche se nel novembre 2017 fu l'unico italiano a ricevere la convocazione da parte dei Barbarians.
Al termine della stagione 2018-19, annunciò il ritiro dall'attività sportiva.